# Mravlji lav
Mravlji lavovi ili Antlioni su grupa od oko 2.000 vrsta insekata u porodici Myrmeleontidae, poznate po žestokim predatorskim navikama njihovih larvi, koje u mnogim vrstama kopaju jame kao zamke za mrave u prolazu ili drugi plen. Odrasli insekti su manje poznati, zbog relativno kratkog životnog veka u odnosu na larve. Oni uglavnom lete u sumrak ili nakon mraka, i mogu se pogrešno identifikovati kao vilini konjici ili vodene device. Ponekad su poznati i kao antlijoni čipkastih krila, a u Severnoj Americi se larve ponekad nazivaju rašlje (engl. doodlebugs) zbog čudnih tragova koje ostavljaju u pesku.
Antlioni su prisutni širom sveta. Najveća raznolikost se javlja u tropima, ali nekoliko vrsta je nađeno i na hladno-umerenim lokacijama, jedna od kojih je evropska Euroleon nostras. Oni se najčešće se javljaju na suvim i peščanim staništima gde larve mogu lako da iskopaju svoje jame, mada se neke larve skrivaju pod krhotinama ili napadaju svoj plen iz zasede među lisnim otpadom.
Antlioni su slabo zastupljeni u fosilnom zapisu. Myrmeleontiformia je opšteprihvaćena kao monofilitska grupa, a unutar Myrmeleontoidea se smatra da su najbliži živući srodnici antliona Ascalaphidae. Jedna studija iz 2019. godine je utvrdila da je familija Myrmeleontidae monofiletska, pored Stilbopteryginae i Palparinae, koji formiraju odvojene klade bliže Ascalaphidae. Predatorske akcije larvi privlačile su pažnju tokom istorije, i antlijoni se u literaturi pominju još od klasičnih vremena.

## Spoljašnje veze
- Glenurus gratus on the UF / IFAS Featured Creatures Web site
- Antlion Conical Death Trap, Killing and Eating Ants, a MadScientistHut video posted on YouTube.
- Antlion Death Trap, a National Geographic video posted on YouTube.
- Ant Lion Zoology, an informative and entertaining video about ant lions and their relatives